# 庫拉什夫齊
48°46′28″N 27°35′59″E / 48.77444°N 27.59972°E
庫拉什夫齊（烏克蘭語：Курашівці），是烏克蘭的村落，位於該國西南部文尼察州，由莫希利夫-波季利斯基區負責管轄，始建於1400年，面積2.75平方公里，海拔高度296米，2001年人口720，人口密度每平方公里261.44人。